# Ebenezer Cobb Morley
Ebenezer Cobb Morley (Kingston upon Hull, 16 agosto 1831 – Barnes, 20 novembre 1924) è stato un dirigente sportivo inglese, riconosciuto come padre della Football Association (FA) e del calcio moderno.
Morley nacque a Kingston upon Hull nel 1831, ma si trasferì nel quartiere di Barnes, a Londra, nel 1858: lì diede vita al Barnes Club, uno dei club fondatori della FA, nel 1862. Nel 1863, come capitano del club del quartiere, scrisse al quotidiano Bell's Life proponendo la creazione di un organo di governo che controllasse e guidasse il calcio: questa proposta portò al primo incontro alla Freemasons' Tavern di Londra, dove nacque la FA.
Morley fu il primo segretario della Football Association (dal 1863 al 1866) e il suo secondo presidente (dal 1867 al 1874): fu lui a tracciare le prime regole del gioco del calcio nella sua casa a Barnes. Come giocatore, partecipò alla prima partita di sempre, tra il Barnes club e il Richmond F.C. (oggi club di rugby) nel 1863, terminata senza reti; inoltre, giocò e siglò una rete nella prima partita rappresentativa del tempo, tenutasi tra i club di Londra e lo Sheffield il 31 marzo 1866.
Solicitor di professione, Morley fu anche un appassionato rematore: fondò infatti il Barnes and Mortlake Regatta del quale fu anche segretario dal 1862 al 1880. Fu un esponente del Concilio della Contea del Surrey (Surrey County Council) come rappresentante di Barnes (1903-1919), nonché giudice di pace nella stessa giurisdizione.